# Ли Джухон
Ли Джухон (кор. 이주헌, более известен, как Чжухон; родился 6 октября, 1994 года ) — южнокорейский рэпер, певец, автор песен и актёр. Он является участником южнокорейсокого бой-бэнда Monsta X и дебютировал со своим первым сольным мини-альбомом Lights в 2023 году.

## Биография

### 2014 год: Дебют и начало карьеры айдола
До своего дебюта в Monsta X Джухон был частью проектной группы Nu Boyz (вместе с #GUN, Шону и Вонхо), сформированный Starship Entertainment в августе 2014 года. В декабре этого же года Starship и Mnet запустили шоу на выживание под названием «No.Mercy». Джухон был выбран вместе с шестью другими участниками в состав южнокорейского бой-бэнда Monsta X.

### 2015–2016:Show Me the Money 4иTribe of Hip Hop
В начале 2015 года, был выпущен совместный трек «Coach Me» с San E и Хёрин из южнокорейской группы Sistar. В мае этого же года, он поучаствовал в песне «Attractable Woman», записанной совместно с Гихёном к дораме «Апельсиновый мармелад». В июне рэпер прошел прослушивание для участия в четвертом сезоне рэп-конкурса Mnet Show Me the Money. Он дошел до третьего раунда и проиграл в баттле против рэпера Ли Хён-Чжуна. Позже, Джухон вернулся, но проиграл рэперу One.
В апреле 2016 года стал одним из продюсеров хип-хоп шоу-конкурса JTBC Tribe of Hip Hop, где он стал самым молодым продюсером на шоу.

### 2017– настоящее время: Мистейпы и другая сольная деятельность
В январе 2017 года был выпущен сольный клип на песню «Rhythm».
В августе 2018 года Дужхон выпустил свой микстейп DWTD. К альбому был выпущен видеоклип на трек «Red Carpet», а в октябре, выпустил второй клип к треку «Should I Do». Альбом дебютировал на восьмом месте чарта Billboard World Album и в Top Heatseekers на двадцать втором.
В феврале 2019 года он сменил сценический псевдоним Jooheon на Joohoney для англоязычной деятельности. В июне он появился на Produce X 101 в качестве инструктора по рэпу для первой битвы стажеров на выбывание.
В начале 2020 года, в январе Джухон взял перерыв в деятельности для того, чтобы сосредоточиться на своем ментальном здоровье. Джухон продолжил свою деятельность в мае, когда Monsta X выпустили мини-альбом Fantasia X. 9 октября был выпущен пятый микстейп в карьере Джухона Psyche. Вместе с микстейпом была опубликована экранизация в виде клипа к песне «Smoky», а 21 октября к заглавной песне «Psyche». Уже 23 декабря был выпущен трек «Ride or Die» к дораме «Беги дальше» совместно с Kei из Lovelyz.
В мае 2021 года принял участие в ремейке песни «If You Love Me» группы NS Yoon-G. 5 августа Idol Radio объявило о втором сезоне, в котором рэпер стал DJ в шоу вместе с Хёнвоном из его группы. Первый эпизод вышел в эфир 9 августа, шоу еженедельно транслировалось через платформу Universe и на радио MBC.
В январе 2023 года Джухон появился в фоторепортаже для февральского номера Cosmopolitan Korea. В конце февраля, Джухон стал постоянным ведущим M Countdown на Mnet вместе с Миён из (G)I-dle. В этом же месяце у него и АйЭма была фотосессия и интервью корейской версии журналу Vogue. 16 апреля, вмете с Гихёном был выпущен трек «Awake» к сериалу «Наша игра: LG Twins». В мае 2023 года был выпущен дебютный мини-альбом Джухона Lights, и выпущен клип к заглавному треку «Freedom». После продвижения своего релиза, Джухон поступит в армию 24 июля.

## Дискография

### Микстейпы
SUPEXX (2015)
Flower Cafe (2015)
Out of Control (2017)
DWTD (2018)
Psyche (2020)

### Мини-альбомы
Lights (2023)

## Фильмография
| Год | Название               | Русское название            | Роль | Прим.  |
| --- | ---------------------- | --------------------------- | ---- | ------ |
| TBA | K-Pop: Lost in America | K-pop: Потерянные в Америке | TBA  | [ 29 ] |